# Roseland NYC Live
Roseland NYC Live è un album live della band trip hop inglese Portishead uscito nel 1998.

## Il disco
Tutti i brani dell'album sono stati registrati dal vivo al Roseland Ballroom di New York il 24 luglio 1997, ad eccezione di Sour Times, registrata dal vivo al Warfield di San Francisco il 1º aprile 1998, e di Roads, registrata durante il Quart Festival di Kristiansand il 3 luglio 1998.

## Tracce
1. Humming – 6:27
2. Cowboys – 5:03
3. All Mine – 4:02
4. Mysterons – 5:41
5. Only You – 5:22
6. Half Day Closing – 4:14
7. Over – 4:13
8. Glory Box – 5:37
9. Sour Times – 5:21
10. Roads – 5:51
11. Strangers – 5:20